# Laurens Theodorus Gronovius (antiquaire)
Pour les articles homonymes, voir Gronovius.
Laurens Theodorus Gronovius, antiquaire hollandais, frère de Jakob Gronovius

## Biographie
Il n'avait pas moins de goût pour la dispute littéraire que son frère. Il fit deux fois le voyage d'Italie et se lia avec plusieurs savants, entre autres Giovanni Cinelli Calvoli, qui lui donne beaucoup d'éloges dans sa Biblioth. volante. On sait qu'il mourut jeune.

## Publications
Les seuls ouvrages qu'on connaisse de lui sont : 
1. Emendationes Pandectarum juxta florentinum exemplar emendatarum, Leyde, 1685, in-8°. Il dédia cette dissertation au célèbre Ant. Magliabecchi, bibliothécaire du grand-duc de Toscane, en reconnaissance des services qu'il en avait reçus pendant son séjour à Florence.
2. Marmorea basis colossi Tiberio Cæsari erecti ob civitates Asiæ restitutas post horrendos terras tremores, Leyde, 1697, in-fol., et dans le tome 7 du Thesaur. antiquit. Grœc. Il y établit, contre l'opinion de Johannes van Meurs, que le bloc de marbre dont il est question servit de base à une statue colossale de Tibère.
3. Des notes sur Vibius Sequester, et sur le Libellus provinciarum, dans les Varia geographica d'Abraham Gronov.

## Source
« Laurens Theodorus Gronovius (antiquaire) », dans Louis-Gabriel Michaud, Biographie universelle ancienne et moderne : histoire par ordre alphabétique de la vie publique et privée de tous les hommes avec la collaboration de plus de 300 savants et littérateurs français ou étrangers, 2e édition, 1843-1865 [détail de l’édition]